# Lauritz Kruse
Lauritz Kruse (også Laurids eller Lavrids) (født 6. september 1778 i København, død 19. februar 1839 i Paris) var en dansk forfatter, i dag særlig kendt for sine kriminalfortællinger.
Kruse var søn af kommandørkaptajn Poul Casparsen Kruse (1730-1809) og Mette Benzon (født de Thurah 1745-1807). Han blev student i 1794, men tog ingen embedseksamen. Han blev tidlig stærkt skønlitterært interesseret og fik allerede 20 år gammel et skuespil, Emigranterne, opført på det Kongelige Teater. I årenes Løb kom der fra hans flittige pen ikke få dramatiske arbejder: Syngespil og operaer (som Den logerende, Aandsprøven, Alma), lystspil (Arlechinos Bryllup, Serenaden), dramaer, sørgespil og tragedier (som Gyrithe, fædrelandsk Skuespil, Enken og Ezzelino, Tyran til Padua).
Hans Niels Lembak, Skuespil med Arietter i 1 Akt (1804) er en forløber for vaudevillen. 12 af hans arbejder blev opført på det Kongelige Teater, men fik få opførelser. Ezzelino blev spillet et par gange på hofteatret i Wien. Hans vigtigste dramatiske arbejder er samlede i udgivelsen Dramatiske Værker I-IV (1818-20).
Størst opsigt vakte han ved sine fortællinger og romaner, ikke mindst i de tidligste eksempler på dansk kriminallitteratur: I 1801 udgav han Æsthetiske Forsøg I-II, der bl.a. indeholder fortællingen Morderen med koldt Overlæg og dog en Mand, der fortjener Agtelse, et psykologisk Forsøg, den første deciderede danske kriminalfortælling. Den viser arten af Kruses forfatterbegavelse. Det røber en forkærlighed for at sysle med indviklede psykologiske problemer og en vis behændighed i at tumle med dem, samt en stærk tilbøjelighed for det "pirrende". Dette træk kommer også tydelig frem i arbejder som Fortællinger, tildeels efter Criminal-Acter I-II (1822-23), den første selvstændigt udgivne samling kriminalnoveller og i andre værker.
Da Walter Scotts historiske romaner kom på mode, skrev han også flere arbejder i den retning på tysk og oversat til dansk: Sieben Jahre, ein Beitrag zu der geheimen Hofgeschichte eines nordischen Reichs I-IV (1824, udkom på dansk i tre dele 1824-25 med titlen Syv Aar. Et Bidrag til et nordisk Riges hemmelige Hof-Historie. Uddragen af en afdød Diplomatikers Portefeuille), Jugendgeschichte des Herrn de Morbière, ein Gemälde aus den letzten Jahren der Regierung Ludwigs XV I-III (1825-26, på dansk med titlen De to Elskerinder, 1826).
Desuden har han oversat mange skrifter, både på dansk og på tysk, deriblandt bl.a. H.C. Andersen, B.S. Ingemann og Carl Bernhard.
Efter et par udenlandsrejser i 1801 og 1812-17 forlod han i 1820 for alvor Danmark, sandsynligvis pga. en "for åbenlys pæderastisk adfærd", og boede mest i Hamburg, senere i Paris, hvor han døde i 1839. I 1812 havde han fået titel af professor.